# Vasily Vasilyevich Kuznetsov

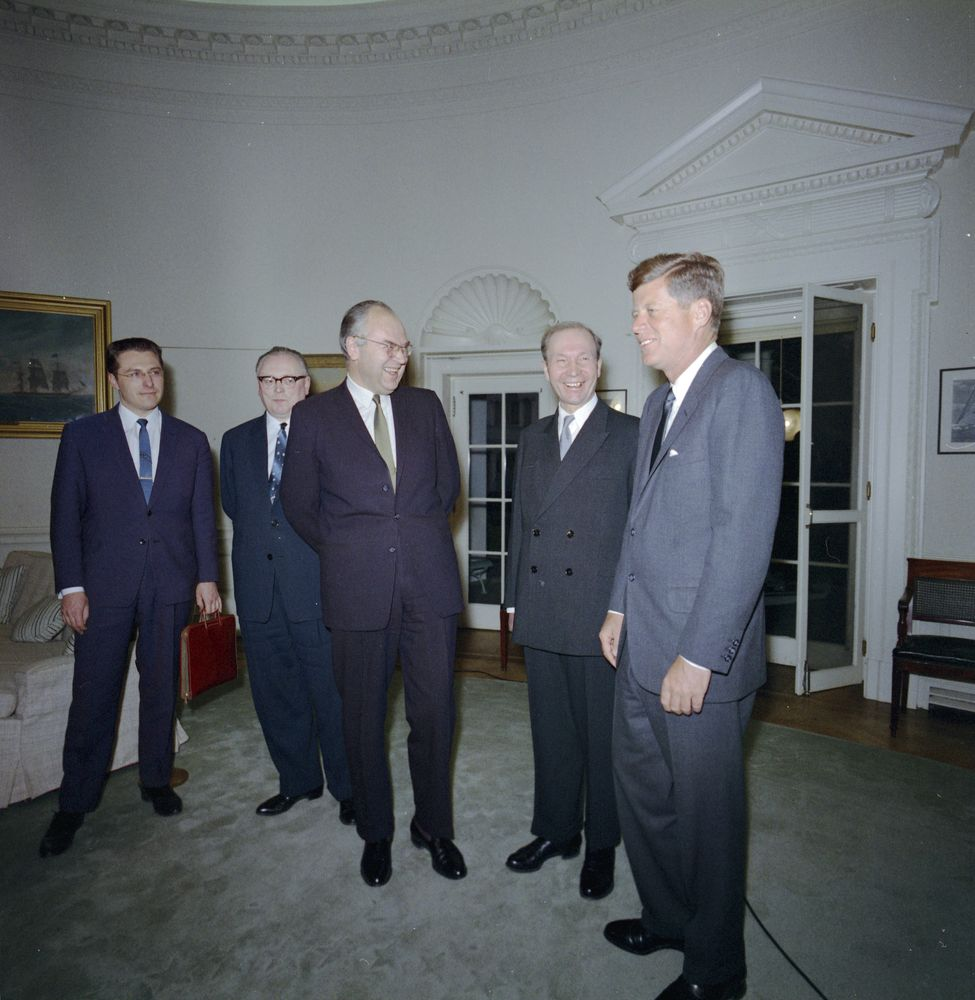
Kuznetsow đang nói chuyện với Tổng thống Kenedy

Vasili Vasilyevich Kuznetsov (tiếng Nga: Василий Васильевич Кузнецов; 13 tháng 2 [lịch cũ 31 tháng 1] năm 1901 –  5 tháng 6 năm 1990), là một chính trị gia Nga; quyền Chủ tịch Đoàn chủ tịch Xô viết Tối cao từ năm 1982 đến năm 1983, và lần thứ hai năm 1984, và lần thứ ba năm 1985.
Kuznetsov sinh tại Sofilovka, Tỉnh Kostroma, Đế chế Nga. Ông gia nhập Đảng Cộng sản tháng 5 năm 1927. Ông tạm ngừng nghiên cứu kỹ thuật khi sang Hoa Kỳ để nghiên cứu gia công kim loại từ năm 1931 đến năm 1933.
Kuznetsov đã giã nhiều chức vụ chính phủ và đảng từ năm 1940. Ông là một Chủ tịch Xô viết của các Quốc gia ngày 12 tháng 3 năm 1946–12 tháng 3 năm 1950. Năm 1955 ông trở thành trợ lý thứ nhất của Bộ trưởng bộ ngoại giao. Ngày 7 tháng 10 năm 1977 ông được bầu làm Phó chủ tịch thứ nhất Đoàn chủ tịch Xô viết Tối cao Liên xô, một chức vụ ông giữ tới ngày 18 tháng 6 năm 1986. Khi Leonid Brezhnev mất năm (1982), Yuri Andropov năm (1984) và Konstantin Chernenko năm (1985), Kuznetzov trở thành quyền chủ tịch của Đoàn chủ tịch –  quyền lãnh đạo nhà nước Liên xô. Ông ba lần giữ chức này trước khi 81 tuổi và khi 84 tuổi, vì thế là người lãnh đạo đương nhiệm già nhất của Liên xô và Nga.
Ông nghỉ hưu năm 1986 và mất tại Moscow ngày 5 tháng 6 năm 1990.